# Pontus Wikner

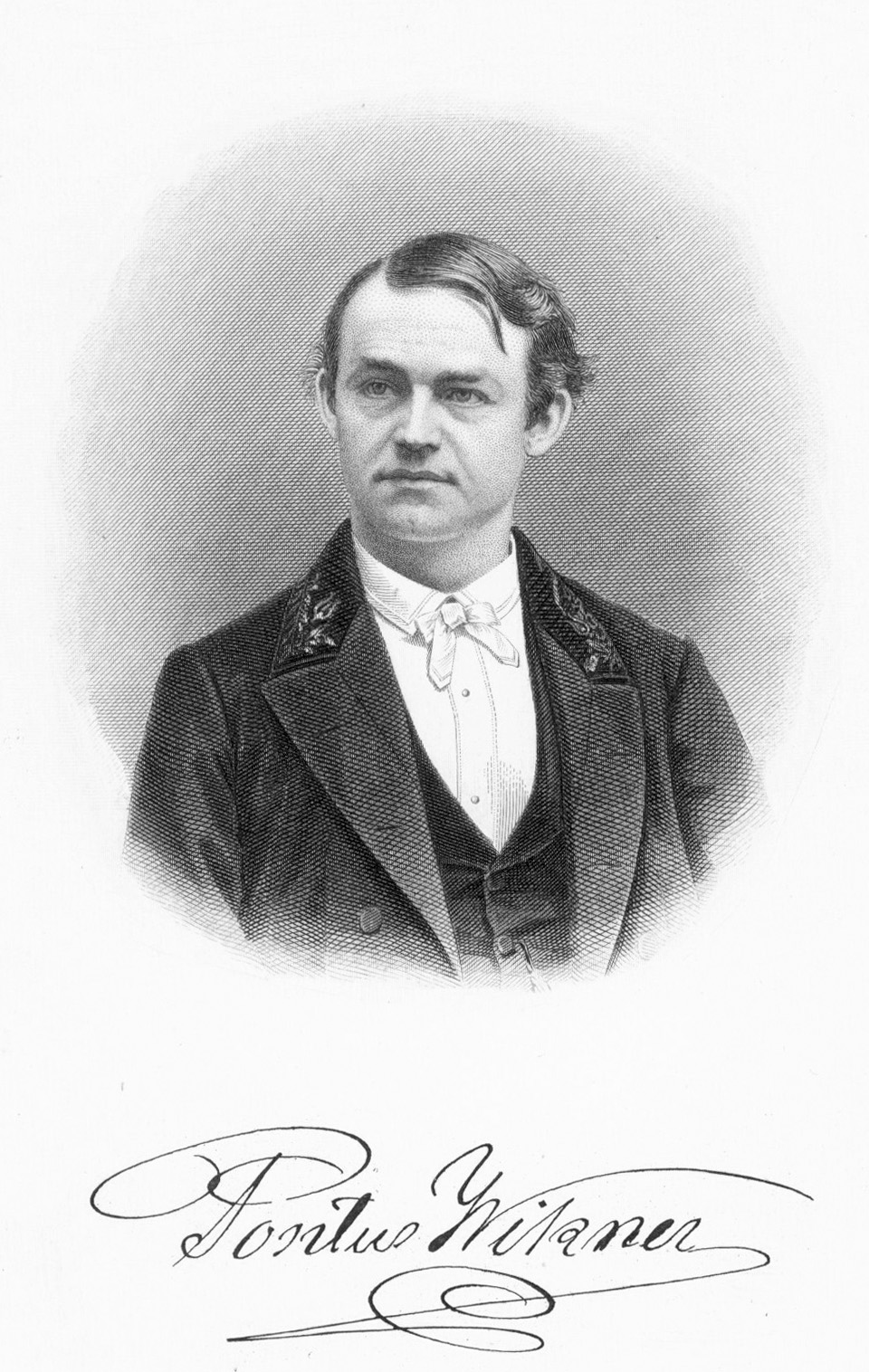
Porträt mit Unterschrift

Karl Pontus Wikner (* 19. Mai 1837; † 16. Mai 1888) war ein schwedischer Philosoph und Schriftsteller.
Wikner war zwischen 1863 und 1884 Dozent der theoretischen Philosophie in Uppsala. 1884 nahm er eine Professur in Philosophie in Kristiania an. Wikner war Schüler von Christopher Jacob Boström. Später sah er in Gott den heiligen Willen und stellte sich gegen Boströms Lehre der absoluten Vernunft. Wikner prägte, neben Viktor Rydberg, den schwedischen religiösen Idealismus des 19. Jahrhunderts.